# 维斯曼斯多夫
维斯曼斯多夫是德国莱茵兰-普法尔茨州的一个市镇。总面积6.72平方公里，总人口772人，其中男性380人，女性392人（2011年12月31日），人口密度115人/平方公里。